# Geometroidea

Geometroidea, natporodica moljaca kojoj pripada tri porodice letira u redu Lepidoptera, to su: noćni leptiri Geometridae (grbe ili grbice), Sematuridae i Uraniidae, koji lete i dasnju i noću, ukupno preko 22 000 vrsta.
Predstavnici porodice Uraniidae odlikuju se prekrasnim krilima duginih boja, a vrsti Chrysiridia madagascariensis s Madagaskara, pripala je i titula “najljepšeg kukca na svijetu”.